# Elaeocarpus sylvestris
Elaeocarpus sylvestris är en tvåhjärtbladig växtart som först beskrevs av João de Loureiro, och fick sitt nu gällande namn av Jean Louis Marie Poiret. Elaeocarpus sylvestris ingår i släktet Elaeocarpus och familjen Elaeocarpaceae.

## Underarter
Arten delas in i följande underarter:
- E. s. ellipticus
- E. s. photiniifolius